# Gentianella fruticulosa
Gentianella fruticulosa är en gentianaväxtart som först beskrevs av Joseph Dombey och Hugh Algernon Weddell, och fick sitt nu gällande namn av Fabris och J.S. Pringle. Gentianella fruticulosa ingår i släktet gentianellor, och familjen gentianaväxter. Inga underarter finns listade i Catalogue of Life.